# سیارک ۹۲۵

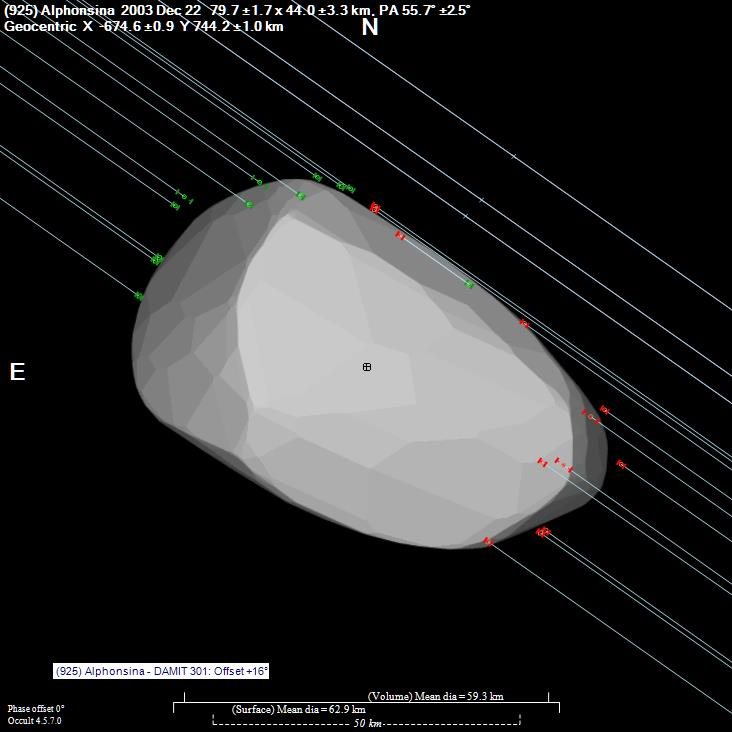
مدل سه‌بُعدی سیارک ۹۲۵ بر طبق منحنی نور آن

سیارک ۹۲۵ (به انگلیسی: 925 Alphonsina، نامگذاری:1920GM) نهصد و بیست و پنجمین سیارک کشف شده‌است که در ۱۳ ژانویه ۱۹۲۰ کشف شد.
قدر مطلق سیارک برابر ۸٫۳۳ است.